# Женская сборная России по пляжному регби
Сборная России по пляжному регби – национальная команда, представляющая Россию на международных соревнованиях. Выступает под эгидой Федерации регби России
Впервые команда была сформирована в 2017 году для участия в Чемпионате Европы по пляжному регби под эгидой Rugby Europe, регулярно проводящемся в Москве.

## Состав команды
На Чемпионат Европы 2019
| Игрок                 | Клуб             |
| --------------------- | ---------------- |
| Алина Артерчук        | Витязь           |
| Анастасия Ворончихина | Витязь           |
| Анна Жлуткова         | Витязь           |
| Мария Носкова         | Витязь           |
| Ксения Поздеева       | Витязь           |
| Александра Алисеенко  | ЦОП-Москомспорта |
| Асият Алиева          | ЦОП-Москомспорта |
| Ирина Волченкова      | ЦОП-Москомспорта |
| Мария Гришина         | ЦОП-Москомспорта |
| Анастасия Кондрашова  | ЦОП-Москомспорта |
| Надежда Созонова      | Кубань           |
| Анастасия Чиркова     | Кубань           |